# Polana Cyrla nad Zbyszowską
Polana Cyrhla nad Zbyszowską – polana na wysokości 621 do 699 m n.p.m., położona na końcowym fragmencie grzbietu odchodzącego w kierunku wschodnim od Radziejowej, opadającym tutaj ku Roztoce Ryterskiej.
Polana ta bardzo często błędnie utożsamiana jest z Polaną Jastrzębską, która znajduje się bardziej na zachód od Cyrhli.
Nazwa polany powstała od tzw. oczerhlenia czyli korowania drzew, które po uschnięciu były usuwane (wypalane, zrąbywane) i tak powstawała polana. Drugi człon nazwy polany pochodzi od jej położenia nad osiedlem Roztoki Ryterskiej – Zbyszowskie.
Nazwa polany znana od 1846 roku (mapa katastralna).
Do lat 90. XX wieku polana służyła mieszkającym poniżej w osiedlu właścicielom jako łąka kośna. Od 2005 roku znajduje się tutaj górna stacja stacji narciarskiej "Ryterski Raj".
Osiedle "Zbyszowskie" zwane też "Zbysiorowskie", jak też "Domy nad Jantarem" ,"Zbysiory" (w Statucie Sołectwa Roztoka Ryterska) powstało w pierwszej połowie XIX wieku na "osiadłości chłopskiej" przy granicy z "pańskim lasem" w miejscu zwanym "Hucisko". Nazwa ta wskazywałaby na istnienie tu dawniej zakładu hutniczego.
W latach 20. XIX wieku osiadł tu gospodarz o nazwisku Zbyszewski. Nazwisko to w latach 50. XIX wieku przyjęło formę Zbyszowski. Obecnie osiedle zamieszkują potomkowie po kądzieli trzech braci Zbyszowskich – Jakuba, Józefa i Wojciecha.
Od 2005 roku część osiedla została wydzierżawiona na okres 30 lat pod trasy zjazdowe stacji narciarskiej "Ryterski Raj". Wcześniej w drugiej połowie lat 70. XX wieku funkcjonował tutaj mały zaczepowy wyciąg narciarski.